# Malachias Braunmüller
Malachias Braunmüller OCist; (geboren in Passau; gestorben 8. Dezember 1680 in Wilhering) war ein österreichischer Zisterzienser. Von 1670 bis 1680 amtierte er als Abt des Klosters Wilhering.

## Leben
Der aus Passau stammende Malachias Braunmüller legte nach seinem Eintritt in das Kloster Wilhering am 1. November 1637 seine Profess ab und diente bis 1670 als Pfarrer in Anzbach in Niederösterreich. Nachdem der Wilheringer Vorgängerabt Caspar II. Orlacher am 28. November 1669 verstorben war, wurde Malachias Braunmüller am 16. Januar 1670 zum neuen Abt des Stifts Wilhering gewählt, der die Bestätigung am 21. Februar und am 14. April 1670 die Benediktion folgte. 1671 ließ Abt Malachias im Wilheringer Stiftspark einen barocken Pavillon errichten, der zum Empfang von Gästen und zur Ausrichtung kleiner Feste gedacht war. Das Innere des Pavillons wurde von einem zentralen Brunnen und acht weiblichen Skulpturen in vier Ecken umsäumt, wobei das Äußere des Gebäudes bis zur Renovierung im Jahr 1980 im Schönbrunnergelb erstrahlte.
Als Abt Malachias Braunmüller nach etwas mehr 10 Jahren Amtszeit am 8. Dezember 1680 starb, musste sich der Konvent des Klosters mit einem Mahnschreiben des für Wilhering zuständigen Generalvikars Abt Clemens vom Stift Heiligenkreuz auseinandersetzen. Demzufolge hätten sich die Konventualen angesichts des schwer kranken Abtes nicht so verhalten wie es zu erwarten gewesen wäre, sondern hätten sich dem Essen, Trinken und Spielen gefrönt und sich in Linz herumgetrieben. Sein Nachfolger im Amt des Abts von Wilhering wurde nach Wahl am 19. März 1681 Bernhard II. Weidner.